# Účetní doklad
Účetní doklad je účetní záznam, kterým účetní jednotka prokazuje skutečnosti na něm uvedené. Na základě účetního dokladu provede účetní jednotka zaúčtování účetního případu do účetních knih. Tj. například na základě účetního dokladu faktury se provede zaúčtování o nákupu zboží.

## Náležitosti účetního dokladu
Náležitosti účetního doklad podle zákona o účetnictví jsou:
- označení účetního dokladu,
- obsah účetního případu a jeho účastníky,
- peněžní částku nebo informaci o ceně za měrnou jednotku a vyjádření množství,
- okamžik vyhotovení účetního dokladu,
- okamžik uskutečnění účetního případu, není-li shodný s okamžikem podle písmene vyhotovení,
- podpisový záznam osoby odpovědné za účetní případ a podpisový záznam osoby odpovědné za jeho zaúčtování.

Účetní doklad nemusí obsahovat razítko.
Dříve bylo také nutné, aby účetní doklady, který obdrží účetní jednotka, byl originál. Novela zákona o účetnictví z roku 2002 tento požadavek zrušila a kopie účetního dokladu se všemi náležitostmi má stejnou právní váhu jako jeho originál.
Účetní doklady musí být vyhotoveny bez zbytečného odkladu, tj. ihned po zjištění skutečností, které se jimi ověřují. Zákon o účetnictví nijak nelimituje vystavení účetního dokladu, ale většina účetních dokladů je i dokladem daňovým, proto je nutné respektovat zákon o DPH, který říká, že daňový doklad musí být vystaven nejpozději do 15 dnů ode dne uskutečnění zdanitelného plnění, popř. ode dne přijetí platby (zálohy).

## Daňový doklad
V případě, že účetní jednotka je plátcem DPH, tak doklady, které vydává, musí obsahovat náležitosti dle zákona o dani z přidané hodnoty. Zároveň přijaté doklady, u kterých si bude účetní jednotka nárokovat odpočet DPH, musí obsahovat všechny náležitosti dle zákona o dani z přidané hodnoty.

### Náležitosti daňového dokladu
Dle zákona o dani z přidané hodnoty daňový doklad musí obsahovat tyto všechny údaje:
- označení osoby, která doklad vydává
- označení osoby, pro kterou se plnění uskutečňuje
- rozsah a předmět plnění
- den vystavení daňového dokladu
- den uskutečnění plnění nebo den přijetí úplaty
- jednotkovou cenu bez DPH
- základ daně
- sazbu daně
- výši daně